# Chosen Few Fe
Chosen Few Fe (Chosen Few Fe: Faith + Truth & Love en el arte visual) es un álbum de varios artistas, producido y presentado por Boy Wonder CF, siendo este el primero de sus proyectos colaborativos con mensajes limpios o temática cristiana. 
El álbum, luego de ser anunciado en 2021, llegó oficialmente a las plataformas digitales el 9 de abril de 2023, día cuando se conmemoró pascua, y participan artistas como Ariel Kelly, Natan El Profeta, Héctor Delgado, Christian Ponce, Almighty, Jon Z, Tempo, Ceelo Green, De La Ghetto, Darkiel, Maffio, entre otros.

## Promoción y lanzamiento
En 2021, Boy Wonder compartió en sus redes sociales que estaría trabajando un próximo proyecto con una historia más consciente de la escena del reguetón actual describiendo el concepto como motivador, espiritual y aprovechando algo más positivo en el contexto de un mundo cambiado. En una entrevista, Wonder reflexionó sobre el proyecto diciendo: “Te haces un poco mayor, un poco más sabio y ves cómo cambia el mundo y quieres hacer algo un poco diferente. Soy lo suficientemente afortunado de tener los artistas y las relaciones para apoyarme”. Se anunció este proyecto oficialmente en diciembre de 2021 como "un álbum de espiritualidad y mensajes positivos", siendo el primer sencillo del álbum la canción «La misma moneda» interpretado por Natán El Profeta y Rubiera.
El álbum tendría algunos retrasos, sin embargo, en 2023, se produjeron diversos lanzamientos hasta anunciar la fecha oficial del álbum. En febrero, se lanzó «La ideal», un tema de corte romántico interpretado por J Álvarez y Jory Boy. En marzo, Divino contó su experiencia vivida por la pérdida de su hermano, el productor K2 Young, con un vídeo musical dirigido por Manuel Salas. Posteriormente, en abril se lanzó «Me rendí» del rapero Tempo, canción con estilo balada y un video musical filmado en la ciudad de Miami, dirigido por Virginia Romero y con la participación la Orquesta Sinfónica de Londres, y un cameo del también productor musical Wise, que aparece en la pieza visual, y también se anunció la fecha oficial de lanzamiento, el domingo de resurrección de 2023, el día 9 de abril.
El álbum contó con 19 canciones, en su mayoría inéditas, donde participan artistas como Ariel Kelly, Christian Ponce, Almighty, Jon Z, Héctor Delgado, Ceelo Green, De La Ghetto, entre otros. La primera canción que se estrenó del álbum fue «Hoy», interpretada por Darkiel, en compañía de Maffio. El video fue rodado en República Dominicana y muestra la historia de un niño que desde pequeño soñaba con ser un gran artista hasta que, con el paso tiempo, ese sueño se convierte en realidad.
En el tracklist del álbum, se incluyeron otras canciones al proyecto, como «Señor Perdona» de Papi Wilo, «Love» de Maffio, De La Ghetto y CeeLo Green, y el último tema del álbum, la remezcla de «Me siento bien», tema original de Darkiel, Shaggy y Maffio, que contó también con vídeo oficial lanzado en 2020.

## Lista de canciones
| N.º | Título                      | Intérprete(s)                                                    | Duración |  |
| 1.  | «Autoayuda»                 | Ariel Kelly                                                      | 4:50     |  |
| 2.  | «Vine por ti»               | Harold Velázquez                                                 | 3:26     |  |
| 3.  | «Hoy»                       | Darkiel Feat. Maffio                                             | 2:55     |  |
| 4.  | «Me rendí»                  | Tempo                                                            | 3:27     |  |
| 5.  | «Más fuerte que nunca»      | Divino                                                           | 4:15     |  |
| 6.  | «Dios y mi fe»              | Jon Z                                                            | 3:31     |  |
| 7.  | «La ideal»                  | J Álvarez Feat. Jory Boy                                         | 3:34     |  |
| 8.  | «Huyendo»                   | Christian Ponce Feat. Samuel Adorno                              | 3:59     |  |
| 9.  | «Nadie sabe»                | Nino Freestyle                                                   | 3:00     |  |
| 10. | «Señor perdona»             | Papi Wilo                                                        | 4:12     |  |
| 11. | «Estoy aquí (Remix)»        | Joel Melody Feat. Mark Poow y Natán El Profeta                   | 4:47     |  |
| 12. | «Despierto»                 | Wise Feat. Darkiel, Almighty, Christian Ponce y Natán El Profeta | 7:59     |  |
| 13. | «El Dios que cambia nombre» | Héctor Delgado                                                   | 3:39     |  |
| 14. | «Love»                      | Maffio Feat. Ceelo Green y De La Ghetto                          | 3:57     |  |
| 15. | «Dios ha sido bueno»        | Aly El Mensajero Feat. Darkiel                                   | 3:39     |  |
| 16. | «La misma moneda»           | Natán El Profeta Feat. Rubiera                                   | 3:30     |  |
| 17. | «Gracias»                   | Shooter Ledo                                                     | 2:26     |  |
| 18. | «Solo fe»                   | Papi Wilo Feat. Mestiza                                          | 3:24     |  |
| 19. | «Cuando hablamos»           | Andrez Babii                                                     | 2:24     |  |
| 20. | «Me siento bien (Remix)»    | Darkiel Feat. Pedro Capó, Dalex, Maffio, Afro B y Shaggy         | 4:39     |  |

## Videos musicales
| Fecha de lanzamiento    | Título                       | Artista invitado(s)                                         | Director        |
| ----------------------- | ---------------------------- | ----------------------------------------------------------- | --------------- |
| 3 de diciembre de 2021  | «La misma moneda»            | Natán el Profeta, Rubiera                                   | Oscar Hurtado   |
| 18 de noviembre de 2022 | «Gracias»                    | Shootter Ledo                                               |                 |
| 22 de diciembre de 2022 | «Dios y mi Fe»               | Jon Z                                                       |                 |
| 20 de enero de 2023     | «Hoy»                        | Darkiel, Maffio                                             |                 |
| 5 de febrero de 2023    | «Solo Fe»                    | Mestiza, Papi Wilo                                          |                 |
| 17 de febrero de 2023   | «La Ideal»                   | J Álvarez, Jory Boy                                         | Nolo            |
| 12 de marzo de 2023     | «Más fuerte que nunca»       | Divino                                                      | Samuel Salas    |
| 2 de abril de 2023      | «Dios ha sido bueno»         | Aly El Mensajero, Darkiel                                   | Freddy Graph    |
| 5 de abril de 2023      | «Nadie sabe»                 | Nino Freestyle                                              | Freddy Graph    |
| 7 de abril de 2023      | «Me rendí»                   | Tempo                                                       | Virginia Romero |
| 9 de abril de 2023      | «Despierto»                  | Wise, Darkiel, Almighty, Christian Ponce y Natán El Profeta |                 |
| 9 de abril de 2023      | «Estoy aquí (Remix)»         | Joel Melody, Mark Poow, Natan El Profeta                    |                 |
| 14 de mayo de 2023      | «Vine por ti»                | Harold Velázquez                                            | Danny Gutiérrez |
| 28 de mayo de 2023      | «El Dios que cambia nombres» | Hector Delgado                                              | Samuel Salas    |